# اربی اپان هامبر
اربی اپان هامبر (به انگلیسی: Irby upon Humber) یک روستا در بریتانیا است که در Irby واقع شده‌است. اربی اپان هامبر ۱۲۸ نفر جمعیت دارد.